# Плаошник
Плаошник е археологически резерват, разположен на едноименния хълм в град Охрид, Северна Македония. В него се намират руините на античната Лихнида, южно от главната порта на Самуиловата крепост. Разкрита е раннохристиянска базилика от IV - V век. До нея е разположена църквата „Свети Климент и Пантелеймон“, възстановена в 2001 – 2002 година върху развалините на Султан Мехмед или Имарет джамия. Смята се, че джамията е изградена върху църквата, в която в IX - X век работи Климент Охридски. След построяването на църквата в 2002 година, в нея отново са пренесени мощите насветеца, които дотогава са в църквата „Света Богородица Перивлепта“. На Плаошник се намира тюрбето на Синан Челеби Охризаде от 1591 – 1592 година. На хълма се намира и красивата историческа сграда Вила „Лепа“.
На 26 юли 2000 година обектът Плаошник е обявен за паметник на културата.

## Забележителности

### „Свети Климент и Пантелеймон“
Църквата „Свети Климент и Пантелеймон“ е основната забележителност на хълма Плаошник и е едно от най-старите и популярни светилища в българската история. Манастирът е изграден по инициатива на Свети Климент Охридски и лично поръчение на княз Борис I Покръстител. Археологически проучвания показват, че на мястото на църквата на манастира е имало голяма раннохристиянска петкорабна базилика, за която няма запазена информация. От въздигането си в края на IX век до разрушаването си манастирът е многократно увреждан и наново възстановяван. Целият район на местността Плаошник изобщо е богат на археологически находки.

### Базилика
На Плаошник е открита епископска базилика с кръстилница (баптистериум) с класиви мозаечни подове, които датират от периода между IV и VI век.

## Археологически дейности
Археологически проучвания на Плаошник се извършват периодично в XX век, а от 1999 година се извършват непрекъснато и систематично. Основно мненията разделят датировката на предклиментов период, който обхваща периода до IX век, и климентов период, който започва от 893. г., когато Климент Охридски основава църквата „Свети Пантелеймон“ и продължава до превземането на Охрид от турците в XV век.

### Предклиментов период
В 2008 г. открит е гроб на покойничка от висок социален ранг от желязната епоха. Смята се, че откритието датира между VIII и VI век пр.н.е. Гробницата се различава от подобни открития на археологически обекти в източната част на Македония по броя на запазените артефакти. Тялото на покойничката било заровено с бронзова диадема, поставена на главата на покойничката, бронзов колан с трилистни декоративни аксесоари, масивни бронзови гривни и други декорации.

### Климентов период
Народното предание, че на Плаошник е основана църква от Климент Охридски и че там се намира гробът му, са потвърдени при първите археологически дейности в 1943 година, когато професор Димче Коцо открива темелите на църквата и гробницата на Климент Охридски. Върху темелите на раннохристиянската базилика, от която са запазени останки, е изградена църква с триконхална форма. Храмът е обновен в XII век, а след това още веднъж в XIII век. След това към църквата са достроени малки параклиси, а в XIV век са достроени притворът и външният притвор с камбанарията. Фреските от първоначалната църква не са запазени. Откритите стенописи по време на археологическите работи, се причисляват към три различни периода на обновяване на църквата. По време на Османската империя е изградена над основите на църквата известната Имарет джамия, а мощите на светеца са пренесени в църквата „Света Богородица Перивлепта“. Заключителните разкопки в Плаошник са започнати от археолог Владо Маленко в есента на 1999 г. след отстраняването на останките на Имарет джамия. Целта е да се осигурят условия за възобновяването на Светиклиментовия храм. По това време е открита кръстилницата на петкорабна базилика с мозаечни подове, които са датирани между IV и VI век. Предполага се, че тази раннохристиянска базилика в Плаошник, върху която в XIX век е построен Светиклиментовият манастир, е посветен на Свети апостол Павел.
На 10 октомври 2007 г. находище, което е в размер от около 2383 венециански монети, е открито от археолози, по време на археоложки дейности по манастира. Известният археолог от Република Македония, Паско Кузман, заявява, че монетите са от особено значение, защото те показват, че Лихнида и Венеция са имали търговски отношения.
В август 2008 година са в ход археологическите работи върху конаците на манастира, които са се намирали в близост до църквата